# Елифаново
Елифаново — упразднённая деревня в Бабушкинском районе Вологодской области России.

## География
Урочище находится в юго-восточной части области, в подзоне южной тайги, к востоку от реки Сямжи, на расстоянии примерно 20 километров (по прямой) к востоко-юго-востоку от села имени Бабушкина, административного центра района.

### Климат
Климат характеризуется как умеренно континентальный, с продолжительной холодной зимой и умеренно тёплым летом. Среднегодовая температура воздуха — +1,8 °C. Средняя температура воздуха самого холодного месяца (января) — −13,1 °C (абсолютный минимум — −46 °C), средняя температура самого тёплого (июля) — +17 °С (абсолютный максимум — +37 °С). Вегетационный период длится 115 дней. Среднегодовое количество атмосферных осадков составляет 659 мм, из которых около 460 мм выпадает в период с апреля по октябрь. В течение года господствуют ветры юго-западного направления.

## История
В «Списке населенных мест Вологодской губернии по сведениям 1859 года» населённый пункт упомянут как деревня Тотемского уезда, расположенная при ручье Вовшнице, в 58 верстах от уездного города. В деревне имелось 2 двора и проживало 17 человек (11 мужчин и 6 женщин). В 1881 году входила в состав Миньковской волости.
По данным 1926 года в деревне имелось 13 хозяйств и проживало 72 человека (38 мужчин и 34 женщины).
В 1940 году являлась частью Миньковского сельсовета Леденгского района. Действовал колхоз «Пролетарий». По состоянию на 1 января 1973 года входила в состав Миньковского сельсовета Бабушкинского района.